# بني جميل
بني جميل  (بالإنجليزية: BNI GMIL) هي جماعة ترابية تابعة لإقليم الحسيمة ضمن جهة طنجة تطوان الحسيمة بالمغرب. بلغ مجموع عدد سكان  بني جميل حسب إحصاءات 2024 يتراوح عدد ساكنة جماعة بني جميل مستطاسة حولي1456أسرة بمجموع 7752 فرد .

## إحصاء عام
| السنة | عدد السكان | عدد الأسر | عدد الأجانب |
| ----- | ---------- | --------- | ----------- |
| 1994  | 8600       | 1178      | °°°°        |
| 2004  | 9461       | 1313      | 1           |